# Lake Matano
Lake Matano (indonesiska: Danau Matano) är en sjö i Indonesien.   Den ligger i provinsen Sulawesi Selatan, i den centrala delen av landet, 1 700 km öster om huvudstaden Jakarta. Lake Matano ligger 394 meter över havet. Arean är 164 kvadratkilometer. I omgivningarna runt Lake Matano växer i huvudsak städsegrön lövskog. Den sträcker sig 15,4 kilometer i nord-sydlig riktning, och 29,0 kilometer i öst-västlig riktning.